# Anosia astakos
Anosia astakos är en fjärilsart som beskrevs av Hans Fruhstorfer 1906. Anosia astakos ingår i släktet Anosia och familjen praktfjärilar. Inga underarter finns listade i Catalogue of Life.